# Terry Crowley
Terry Crowley (ur. 1 kwietnia 1953 w Billericay, zm. 15 stycznia 2005 w Hamiltonie) – językoznawca, który zajmował się językami Australii i Oceanii. W obszarze jego zainteresowań znajdowały się języki kreolskie (zwłaszcza bislama), języki austronezyjskie (oceaniczne), autochtoniczne języki Australii oraz socjolingwistyka regionu Pacyfiku, a także językoznawstwo historyczne i teoretyczne.
Sporządził opisy gramatyki, słowniki oraz materiały tekstowe dla 18 języków Australii, Tasmanii, Vanuatu i Wysp Salomona.